# Linee filoviarie italiane
Lista di linee filoviarie in Italia, a sfondo verde le linee/reti attive.
|                 |                 |  | km    | km    |
| --------------- | --------------- |  | ----- | ----- |
| Bologna         | Bologna         |  | 66.0  | 66.0  |
| Cagliari        | Cagliari        |  | 44.0  | 44.0  |
| Milano          | Milano          |  | 38.8  | 38.8  |
| Lecce           | Lecce           |  | 28.0  | 28.0  |
| Napoli          | Napoli          |  | 27.0  | 27.0  |
| La Spezia       | La Spezia       |  | 24.8  | 24.8  |
| Modena          | Modena          |  | 21.0  | 21.0  |
| Parma           | Parma           |  | 18.4  | 18.4  |
| Roma            | Roma            |  | 16.0  | 16.0  |
| Genova          | Genova          |  | 14.0  | 14.0  |
| Rimini-Riccione | Rimini-Riccione |  | 12.2  | 12.2  |
| Metromare       | Metromare       |  | 9.8   | 9.8   |
| Chieti          | Chieti          |  | 9.6   | 9.6   |
| Ancona          | Ancona          |  | 6.5   | 6.5   |
| TOTALE          | TOTALE          |  | 336.1 | 336.1 |

| Regione               | Linea o rete                    | Gestori                     | Apertura | Chiusura | Tensione         | Note                                                 |
| --------------------- | ------------------------------- | --------------------------- | -------- | -------- | ---------------- | ---------------------------------------------------- |
| Valle d'Aosta         | Châtillon-Saint-Vincent         | ?                           | 1920     | 1925     | ?                |                                                      |
| Piemonte              | Torino (esposizione)            | SAEAI                       | 1902     | 1902     | ?                |                                                      |
| Piemonte              | Torino                          | ATM                         | 1931     | 1980     | 580 V            |                                                      |
| Piemonte              | Torino-Chieri                   | AI                          | 1951     | 1979     | 600 V            |                                                      |
| Piemonte              | Torino-Rivoli                   | CTREA, ATM                  | 1955     | 1979     | 600 V - 1200 V   |                                                      |
| Piemonte              | Ivrea-Cuorgnè                   | SAFIC                       | 1908     | 1935     | 600 V            |                                                      |
| Piemonte              | Alessandria                     | SAA, ARFEA, ATM             | 1952     | 1974     | 600 V            |                                                      |
| Piemonte              | Alba-Barolo                     | Società Filovie Albesi      | 1910     | 1919     | ?                |                                                      |
| Piemonte              | Cuneo                           | SAFC, Bersezio & Meineri    | 1908     | 1968     | 650 V            | Ricostruita negli anni trenta                        |
| Liguria               | Genova (1938-73)                | UITE, AMT                   | 1938     | 1973     | 550 V            |                                                      |
| Liguria               | Genova (1997-)                  | AMT                         | 1997     | attiva   | 750 V            |                                                      |
| Liguria               | Sanremo                         | STEL, RT                    | 1942     | 2024     | 600 V            | sospesa dal 2018 e dismessa definitivamente nel 2024 |
| Liguria               | Spezia-Fezzano                  | STES                        | 1906     | 1909     | ?                |                                                      |
| Liguria               | La Spezia                       | FITRAM, ATC                 | 1951     | attiva   | 600 V            |                                                      |
| Lombardia             | Milano (esposizione)            | STE                         | 1906     | 1906     | 600 V            |                                                      |
| Lombardia             | Milano                          | ATM                         | 1933     | attiva   | 500 V, poi 600 V |                                                      |
| Lombardia             | Bergamo (1921-22)               | ?                           | 1921     | 1922     | 600 V            | Sostitutiva di una Funicolare                        |
| Lombardia             | Bergamo (1950-78)               | AMFTE, ATB                  | 1950     | 1978     | 550 V            |                                                      |
| Lombardia             | Brescia                         | SSMM, ASM                   | 1936     | 1968     | 600 V            |                                                      |
| Lombardia             | Desenzano                       | SFD, FEDRA                  | 1926     | 1932     | ?                |                                                      |
| Lombardia             | Edolo-Ponte di Legno            | Regio Esercito              | 1915     | 1918     | ?                | Linea militare                                       |
| Lombardia             | Cremona                         | SEB, AEM, KM                | 1940     | 2002     | 600 V            |                                                      |
| Lombardia             | Pavia                           | ASM                         | 1952     | 1968     | 600 V            |                                                      |
| Lombardia             | Como                            | STECAV                      | 1938     | 1978     | 600 V            |                                                      |
| Lombardia             | Gallarate-Samarate              | SSE                         | 1904     | 1906     | ?                |                                                      |
| Lombardia             | Argegno-Pellio                  | SFEVI                       | 1909     | 1922     | 500 V            |                                                      |
| Lombardia             | Tirano-Bormio                   | Regio Esercito              | 1915     | 1918     | ?                | Linea militare                                       |
| Lombardia             | Stelvio                         | Aem                         | 1940     | 1956     | 750 V            | Rete per trasporto merci                             |
| Veneto                | Venezia (Mestre)                | STM, SFM, ACNIL             | 1933     | 1968     | 600 V            |                                                      |
| Veneto                | Venezia (Lido)                  | ACNIL                       | 1941     | 1966     | 650 V            |                                                      |
| Veneto                | Padova                          | SAER, ACAP                  | 1937     | 1970     | 500 V, poi 600 V |                                                      |
| Veneto                | Vicenza                         | AIM                         | 1927     | 1970     | 500 V            |                                                      |
| Veneto                | Enego-Tomba                     | Regio Esercito              | 1915     | 1918     | ?                | Linea militare                                       |
| Veneto                | Marostica-Asiago                | Regio Esercito              | 1916     | 1919     | ?                | Linea militare                                       |
| Veneto                | Verona                          | SAER, AMT                   | 1937     | 1975     | 600 V            |                                                      |
| Veneto                | Verona (interurbana)            | SAER, APT                   | 1958     | 1981     | 1200 V           |                                                      |
| Friuli-Venezia Giulia | Trieste                         | ACEGAT                      | 1935     | 1975     | 600 V            |                                                      |
| Emilia-Romagna        | Bologna (1940-45)               | ATM                         | 1940     | 1945     | 600 V            | Distrutta durante la guerra                          |
| Emilia-Romagna        | Bologna (1955-82)               | ATM, ATC                    | 1955     | 1982     | 600 V            |                                                      |
| Emilia-Romagna        | Bologna (1991-)                 | ATC, TPER                   | 1991     | attiva   | 600 V poi 750 V  |                                                      |
| Emilia-Romagna        | Parma                           | AMT, AMETAG, AMPS, TEP      | 1953     | attiva   | 600 V            |                                                      |
| Emilia-Romagna        | Modena                          | AMCM, ATCM, SETA            | 1950     | attiva   | 600 V, poi 750 V |                                                      |
| Emilia-Romagna        | Ferrara                         | STU, ATAM                   | 1939     | 1975     | 600 V            |                                                      |
| Emilia-Romagna        | Rimini-Riccione (linea 11)      | SITA, ATAM, TRAM, Start     | 1939     | attiva   | 600 V            |                                                      |
| Emilia-Romagna        | Rimini-Riccione (Metromare)     | Start                       | 2021     | attiva   | 750 V            | autobus a transito rapido                            |
| Toscana               | Firenze                         | STU, ATAF                   | 1938     | 1973     | 600 V            |                                                      |
| Toscana               | Carrara                         | AMC, ACSPM, AMAC, ATNA, CAT | 1955     | 1985     | 600 V            |                                                      |
| Toscana               | Pisa                            | ATUM                        | 1952     | 1968     | 600 V            |                                                      |
| Toscana               | Livorno                         | STU, ATAM                   | 1935     | 1973     | 600 V            |                                                      |
| Toscana               | Siena                           | SAFS                        | 1907     | 1917     | 600 V            |                                                      |
| Umbria                | Perugia                         | SAER, ATAM                  | 1943     | 1975     | 550 V            |                                                      |
| Marche                | Ancona                          | ATMA, Cotran, Conerobus     | 1949     | attiva   | 550 V, poi 750 V | Sostituì la rete tranviaria di Ancona (1881-1949)    |
| Marche                | Ancona-Falconara                | FPAF                        | 1949     | 1972     | 550 V            |                                                      |
| Marche                | Civitanova Marche               | ATAC                        | 1956     | 1974     | 600 V            |                                                      |
| Marche                | Fermo-Porto San Giorgio         | FAA                         | 1958     | 1977     | 1200 V           |                                                      |
| Lazio                 | Roma (1902)                     | ?                           | 1902     | 1902     | ?                | Linea sperimentale                                   |
| Lazio                 | Roma (1937-72)                  | ATAG, ATAC                  | 1937     | 1972     | 600 V            |                                                      |
| Lazio                 | Roma (2005-)                    | ATAC                        | 2005     | attiva   | 750 V            |                                                      |
| Lazio                 | Anzio-Nettuno                   | STIO                        | 1939     | 1944     | 600 V            | Distrutta durante la guerra                          |
| Abruzzo               | Pescara-Castellammare Adriatico | ?                           | 1903     | 1904     | 250 V            |                                                      |
| Abruzzo               | Pescara                         | TUA                         | 2025     | attiva   | 750 V            |                                                      |
| Abruzzo               | L'Aquila                        | Chiodi & Capranica          | 1909     | 1924     | ?                |                                                      |
| Abruzzo               | Chieti                          | FAA, La Panoramica          | 1950     | attiva   | 600 V, poi 750 V | Sostitutiva di ex ferrovia Chieti-Chieti Scalo       |
| Campania              | Napoli                          | EAV, ATAN, ANM              | 1940     | attiva   | 600 V, poi 750 V |                                                      |
| Campania              | Napoli (linee vesuviane)        | EAV, ATAN, ANM              | 1962     | attiva   | 600 V, poi 750 V |                                                      |
| Campania              | Napoli-Aversa                   | TPN, ACTP, CTP              | 1964     | attiva   | 600 V, poi 750 V |                                                      |
| Campania              | Rete filoviaria di Avellino     | AIR Campania                | 2023     | 2023     | 600 V            |                                                      |
| Campania              | Mercogliano-Avellino-Atripalda  | SFI                         | 1947     | 1973     | 600 V            |                                                      |
| Campania              | Capua-Maddaloni                 | FACEM, TPN                  | 1961     | 1972     | 600 V            |                                                      |
| Campania              | Salerno                         | TEPS, SAIM, SOMETRA, ATACS  | 1937     | 1987     | 670 V            |                                                      |
| Puglia                | Bari                            | SAER, AMTAB                 | 1939     | 1991     | 600 V            |                                                      |
| Puglia                | Lecce                           | SGM                         | 2012     | attiva   | 750 V            |                                                      |
| Sicilia               | Palermo                         | SAST                        | 1940     | 1966     | 600 V            |                                                      |
| Sicilia               | Catania                         | SCAT, AMT                   | 1949     | 1966     | 600 V            |                                                      |
| Sicilia               | Trapani                         | SAST, SAU                   | 1952     | 1967     | 600 V            |                                                      |
| Sardegna              | Cagliari                        | TS, ACT, CTM                | 1952     | attiva   | 750 V            |                                                      |

Nei territori passati alla Jugoslavia nel 1947 era presente la filovia Pirano–Portorose (1909-1912).